# Télé Sud Vendée
Pour les articles homonymes, voir TSV.
Télé Sud Vendée (également connue sous le sigle TSV) est une chaîne de télévision locale française basée à Luçon qui a existé de 2000 à 2010.

## Histoire
Par décision du CSA du 18 novembre 1999, la chaîne reçoit l'autorisation d'émettre sur le réseau hertzien à compter du 1er janvier 2000.
Après dix ans de diffusion en analogique, la chaîne diffuse ses programmes en numérique seulement deux jours, du 18 au 20 mai 2010 en raison des coûts trop élevés engendrés par le passage à la diffusion sur la TNT,,.
Après sa disparition, la fréquence hertzienne numérique est reprise en août 2010 par Canal Cholet sur le canal 23 en Vendée et Maine-et-Loire.
L'ensemble des salariés a quitté l'entreprise pour être replacé dans différents médias locaux (TLSV - TV Vendée). Aujourd'hui la société existe toujours mais n'a plus d'activité.

## Diffusion
La chaîne diffuse ses programmes sur le réseau analogique hertzien entre 2000 et 2010. 
TSV diffuse également quelques programmes pendant deux jours sur la TNT entre le 18 et le 20 mai 2010, avant de définitivement cesser d'émettre.